# Hot and Slow : The Best of the Ballads
Albums de Scorpions
Best of Rockers 'n' Ballads
(1989) Still Loving You
(1992)
L'album Hot & Slow: The Best of the Ballads est une compilation du groupe allemand de hard rock, Scorpions. Elle est sortie le 12 octobre 1991 sur le label RCA Records. À l'exception de Fly People Fly et Far Away, produits par le groupe, tous les titres sont produits par Dieter Dierks.

## Présentation
Cette compilation regroupe des titres enregistrés alors que le groupe était sous contrat avec le label RCA Records c'est-à-dire de 1974 avec l'album Fly to the Rainbow jusqu'en 1978 avec le double-album enregistré en public Tokyo Tapes. Ces chansons sont des ballades rock, un genre dans lequel le groupe excellera par la suite avec des titres comme Still Loving You ou Wind of Change.

## Liste des titres[1].
| 1.          | In Trance                              | Klaus Meine, Rudolf Schenker                                           | In Trance, 1975          | 4:42 |
| 2.          | Life's Like a River                    | Ulrich Roth, R. Schenker, Corinna Fortmann                             | In Trance, 1975          | 3:50 |
| 3.          | Yellow Raven                           | Roth                                                                   | Virgin Killer, 1976      | 4:58 |
| 4.          | Born To Touch Your Feelings            | Meine, R. Schenker                                                     | Taken by Force, 1977     | 7:40 |
| 5.          | In Search for the Peace of Mind (Live) | Meine, R. Schenker, Michael Schenker, Lothar Heimberg, Wolfgang Dziony | Tokyo Tapes, 1978        | 3:07 |
| 6.          | Far Away                               | Meine, R. Schenker                                                     | Fly to the Rainbow, 1974 | 5:39 |
| 7.          | In Your Park                           | Meine, R. Schenker                                                     | Virgin Killer, 1976      | 3:42 |
| 8.          | Crying Days                            | Meine, R. Schenker                                                     | Virgin Killer, 1976      | 4:37 |
| 9.          | Fly People Fly                         | Meine, R. Schenker                                                     | Fly to the Rainbow, 1974 | 5:02 |
| 10.         | We'll Burn the Sky (Live)              | Monica Dannemann, R. Schenker                                          | Tokyo Tapes, 1978        | 8:16 |
| 11.         | Living and Dying                       | Meine, R. Schenker                                                     | In Trance, 1975          | 3:18 |
| 12.         | Kōjō no tsuki (Live)                   | Rentarō Taki, Bansui Tsuchii, arr.Scorpions                            | Tokyo Tapes, 1978        | 3:46 |
| 55 min 37 s |                                        |                                                                        |                          |      |

## Musiciens
- Klaus Meine: chant
- Rudolf Schenker: guitares
- Ulrich Roth: guitare solo
- Francis Buchholz: basse
- Jürgen Rosenthal: batterie, percussions (titres 6 & 9)
- Rudy Lenners: batterie, percussions (titres 1, 2, 3, 7, 8 & 11)
- Herman Rarebell: batterie, percussions (titres 4, 5, 10 & 12)

## Certification
| Pays   | Certification | Ventes    | Date |
| ------ | ------------- | --------- | ---- |
| France | Or            | 100 000 + | 1994 |